# Selección de waterpolo de Perú
La Selección de Waterpolo del Perú es el equipo formado por jugadores de nacionalidad peruana, que representa a Perú a través de la Federación Deportiva Peruana de Natación (FDPN) que la dirige, en las competiciones internacionales de waterpolo organizadas por la Federación Internacional de Natación (FINA) la Confederación Sudamericana de Natación (COSANAT) o el Comité Olímpico Internacional (COI).
La selección clasificó a los Juegos Suramericanos de 2022, sin embargo no participó por tema de presupuesto.

## Resultados

### Juegos Panamericanos
- 2019: 8°

### Juegos Suramericanos
- 2022: No participó

## Jugadores

### Selección de Mayores
| N.º | Nombre                 | Club           |
| --- | ---------------------- | -------------- |
| 1   | Joaquín Robinson (Por) | Regatas Lima   |
| 2   | Gerson Rolando         | Campo de Marte |
| 3   | Alfredo Díaz           | Vista WPC      |
| 4   | Fernando Noguera       | Vista WPC      |
| 5   | Eduardo Grández        | Campo de Marte |
| 6   | Alonzo Penco           | Campo de Marte |
| 7   | Germán Rodríguez       | Regatas Lima   |
| 8   | Ricardo Guerra         | Vista WPC      |
| 9   | Sebastián Morales      | Vista WPC      |
| 10  | Diego Villar           | Vista WPC      |
| 11  | Lorenzo Rodriguez      | Regatas Lima   |
| 12  | Nick Pizarro           | Vista WPC      |
| 13  | Jefferson Pinedo (Por) | Vista WPC      |
| 14  | Diego Guevara          | Regatas Lima   |

### Selección sub-18
| N.º | Nombre                 | Club           |
| --- | ---------------------- | -------------- |
| 1   | Sebastián Bravo (Por)  | Campo de Marte |
| 2   | Alfredo Tassano        | Regatas Lima   |
| 3   | Germán Rodríguez       | Regatas Lima   |
| 4   | Gianfranco Obregón     | Campo de Marte |
| 5   | Víctor Aguilera        | Aquatica SC    |
| 6   | Nicolás Villar-Cordova | Aquatica SC    |
| 7   | Cristóbal Espejo       | Regatas Lima   |
| 8   | Rodrigo Pacheco        | Aquatica SC    |
| 9   | Sebastián Dancourt     | Aquatica SC    |
| 10  | Omar Ormachea          | Aquatica SC    |
| 11  | Julio Alzamora         | Regatas Lima   |
| 12  | Sebastián Pastor       | Campo de Marte |
| 13  | Adriano Zunino (Por)   | Aquatica SC    |

### Selección sub-16
| N.º | Nombre              | Club           |
| --- | ------------------- | -------------- |
| 1   | Marcelo Cerna (Por) | Aquatica SC    |
| 2   | Diego Suni          | Aquatica SC    |
| 3   | Gerardo Medrano     | Aquatica SC    |
| 4   | [Samir Naupa]       | Campo de marte |
| 5   | Rodrigo Martínez    | Regatas Lima   |
| 6   | Juan José Malásquez | Aquatica SC    |
| 7   | Iker Vásquez        | Aquatica SC    |
| 8   | Juan Garay          | Campo de marte |
| 9   | Alex Vila           | Aquatica SC    |
| 10  | Dixon Quispe        | Campo de marte |
| 11  | Adriano Moscoso     | Aquatica SC    |
| 12  | Andrés Calancha     | Draga          |
| 13  | David Ríos (Por)    | Campo de marte |

## Palmarés

### Selección de mayores
- Subcampeón en el Campeonato Sudamericano de Natación de 1938.
- Subcampeón en el Copa Ciudad de Lima de 2014[2]
- Juegos Bolivarianos:
  -  Medalla de bronce : 2013, 2017.

### Selección Sub-17
- Tercer lugar en el Campeonato Sudamericano sub-17: 2013.[3]

### Selección Sub-16
- Copa Pacífico: 1985 y 2013.
  -  Medalla de bronce : 2014.[4]